# Carlos Castillo Mattasoglio
Carlos Gustavo Castillo Mattasoglio (Lima, 28. veljače 1950.) peruanski je prelat Katoličke Crkve kojega je papa Franjo 25. siječnja 2019. imenovao nadbiskupom Lime, a 7. prosinca 2024. kardinalom.
Papa Franjo ga je 7. prosinca 2024. proglasio kardinalom, dodijelivši mu kao kardinalu-svećeniku naslov crkve Santa Maria delle Grazie a Casal Boccone.